# If Stockholm Open 2001
If Stockholm Open 2001 — тенісний турнір, що проходив на кортах з твердим покриттям у місті Стокгольм, Швеція з 22 жовтня . Належав до категорії ATP International Series.

## Фінальна частина

### Одиночний розряд
Шенг Схалкен —  Яркко Ніємінен 3–6, 6–3, 6–3, 4–6, 6–3

### Парний розряд
Доналд Джонсон /  Джаред Палмер —  Йонас Бйоркман /  Тодд Вудбрідж 6–3, 4–6, 6–3